# Marie Milazar
Marie Anne Joyce Milazar, née le 23 septembre 1990, est une lutteuse mauricienne. 

## Carrière
Marie Milazar remporte la médaille d'argent dans la catégorie des moins de 51 kg aux Jeux des îles de l'océan Indien 2007 à Antananarivo. Elle est médaillée de bronze dans la catégorie des moins de 63 kg aux Championnats d'Afrique de lutte 2011 à Dakar et aux Jeux de la Francophonie de 2013 à Nice.